# روث أوزيكي
روث أوزيكي (بالإنجليزية: Ruth Ozeki)‏‏ (12 مارس 1956 في نيو هيفن، كونيتيكت - )؛ كاتِبة، ومخرجة أفلام، وروائية من الولايات المتحدة.

## روابط خارجية
- روث أوزيكي على موقع IMDb (الإنجليزية)
- روث أوزيكي على موقع روتن توميتوز (الإنجليزية)
- روث أوزيكي على موقع أول موفي (الإنجليزية)
- روث أوزيكي على موقع قاعدة بيانات الفيلم (الإنجليزية)
- روث أوزيكي على موقع كينوبويسك (الروسية)